# Protosticta grandis
Protosticta grandis är en trollsländeart som beskrevs av Syoziro Asahina 1985. Protosticta grandis ingår i släktet Protosticta och familjen Platystictidae. IUCN kategoriserar arten globalt som livskraftig. Inga underarter finns listade i Catalogue of Life.